# Cynoglossum alpinum
Cynoglossum alpinum är en strävbladig växtart som först beskrevs av August Brand, och fick sitt nu gällande namn av H. Riedl. Cynoglossum alpinum ingår i släktet hundtungor, och familjen strävbladiga växter. Inga underarter finns listade i Catalogue of Life.